# ابوالحسین بصری
محمد بن علی بن طبیب ملقب به ابوالحسین بصری و شیخ المعتزله (درگذشته ۴۳۶ هجری برابر ۱۰۴۴ میلادی) عالم متکلم، معتزلی و از اصولیان حنفی بود. او اهل بصره بود ولی در بغداد اقامت داشت. وی دارای شاگردان بسیاری در بغداد بود و تا پایان عمرش در آن شهر به تدریس کلام اعتزالی پرداخت.
بنابر گفته فخر رازی، تا اوایل قرن هفتم هجری معتزلی‌ها اهل یکی از دو فرقهٔ او و ابوهاشم جبائی بودند. اثر مهم ابوالحسین بصری المعتمد فی الاصول الفقه نام دارد. این کتاب پایهٔ بسیاری از کتاب‌های اصولی است که پس از آن تألیف شدند. در این کتاب برای نخستین بار علم اصول بر پایه علم کلام نوشته شده‌است.